# Хунин (регион)
Вижте пояснителната страница за други значения на Хунин.
Хунин (на испански: Junín) е един от 25-те региона на южноамериканската държава Перу. Разположен е в централната част на страната. Хунин е с площ от 44 197,23 км². Регионът има население от 1 246 038 жители (по преброяване от октомври 2017 г.).

## Провинции
Хунин е разделен на 9 провинции, които са съставени от 123 района. Някои от провинциите са:
1. Сатипо
2. Тарма
3. Хунин
4. Чупака